# 페테르스견장과일박쥐
페테르스견장과일박쥐(Epomophorus crypturus)는 큰박쥐과에 속하는 박쥐의 일종이다. 앙골라와 보츠와나, 콩고민주공화국, 말라위, 모잠비크, 나미비아, 에스와티니, 탄자니아, 잠비아 그리고 짐바브웨에서 발견된다. 자연 서식지는 강기슭과 상록수 숲 또는 열매를 맺는 나무가 있는 습윤 삼림이다.